# Cheirolophus intybaceus
Cheirolophus intybaceus là một loài thực vật có hoa trong họ Cúc. Loài này được (Lam.) Dostál mô tả khoa học đầu tiên năm 1976.